# ACOT6
ACOT6 (англ. Acyl-CoA thioesterase 6) – білок, який кодується однойменним геном, розташованим у людей на короткому плечі 14-ї хромосоми. Довжина поліпептидного ланцюга білка становить 207 амінокислот, а молекулярна маса — 22 991.
| 10         |  | 20         |  | 30         |  | 40         |  | 50         |
| ---------- |  | ---------- |  | ---------- |  | ---------- |  | ---------- |
| MLQHPKVKGP |  | SIALLGFSKG |  | GDLCLSMASF |  | LKGITATVLI |  | NACVANTVAP |
| LHYKDMIIPK |  | LVDDLGKVKI |  | TKSGFLTFMD |  | TWSNPLEEHN |  | HQSLVPLEKA |
| QVPFLFIVGM |  | DDQSWKSEFY |  | AQIASERLQA |  | HGKERPQIIC |  | YPETGHCIDP |
| PYFPPSRASV |  | HAVLGEAIFY |  | GGEPKAHSKA |  | QVDAWQQIQT |  | FFHKHLNGKK |
| SVKHSKI    |  |            |  |            |  |            |  |            |

A: Аланін

C: Цистеїн

D: Аспарагінова кислота

E: Глутамінова кислота

F: Фенілаланін

G: Гліцин

H: Гістидин

I: Ізолейцин

K: Лізин

L: Лейцин

M: Метіонін

N: Аспарагін

P: Пролін

Q: Глутамін

R: Аргінін

S: Серин

T: Треонін

V: Валін

W: Триптофан

Кодований геном білок за функціями належить до гідролаз, серинових естераз. 
Локалізований у цитоплазмі.